# Cynortoides lateralis
Cynortoides lateralis is een hooiwagen uit de familie Cosmetidae.